# پرچم قرقیزستان

پرچم کشور قرقیزستان

پرچم قرقیزستان پرچمی است که از ۳ مارس ۱۹۹۲ پس از فروپاشی شوروی به‌عنوان پرچم ملی کشور قرقیزستان برگزیده شد.

## نمادشناسی

نشان‌واره برند ایکس‌باکس بسیار مشابه دایره خورشید در پرچم قرقیزستان است.

رنگ‌ها و نمادهای پرچم قرقیزستان دارای معانی فرهنگی، سیاسی و منطقه ای هستند. پس زمینه قرمز نماد شجاع و دلاوری است و اشاره به نشانی دارد که توسط مَناس، قهرمان ملی قرقیزستان، برافراشته شده است. خورشید مظهر صلح و رفاه می‌باشد و ۴۰ پرتوی آن نشان دهنده تعداد قبایلی است که توسط ماناس برای مبارزه با مغولان متحد شدند.
مرکز خورشید دارای یک تصویر تلطیف شده از بخش درونی سقف در بالای یورت (چادر سنتی قرقیزها) است و ادغام آن در پرچم به منظور نمادی از منشأ زندگی، وحدت زمان و مکان و همچنین منزل و خانه مردم است.